# Anse-à-Veau
Anse-à-Veau (en criollo haitiano Ansavo) es una comuna de Haití, que está situada en el distrito de Anse-à-Veau, del departamento de Nippes.

## Secciones
Está formado por las secciones de:
- Baconnois-Grand-Fond (que abarca el barrio de Baconnois)
- Grande-Rivière-Joly (que abarca la villa de Anse-à-Veau)
- Saut du Baril (que abarca el barrio de Saut de Baril)

## Demografía
| Gráfica de evolución demográfica de Anse-à-Veau entre 2009 y 2015 |
|                                                                   |

Los datos demográficos contemplados en este gráfico de la comuna de Anse-à-Veau son estimaciones que se han cogido de 2009 a 2015 de la página del Instituto Haitiano de Estadística e Informática (IHSI). 